# Список місій Grand Theft Auto IV: The Ballad of Gay Tony
В цій статті наведено список сюжетних місій гри Grand Theft Auto: The Ballad of Gay Tony. В цій грі є місії, які сюжетно перетинаються із місіями ігор GTA IV та GTA: The Lost and Damned.
| Назва | Місце                                           | Хто видає     | Винагорода |
| --- | ----------------------------------------------- | ------------- | ---------- |
| |                                                 |               |            |
| "I Luv LC" (укр. Я люблю Ліберті-Сіті) | вулиця Фельдспар, Маленька Італія, Алгонквін    | Тоні Прінс    | -          |
| Луїс Лопес, який працює особистим охоронцем власника двох клубів Тоні Прінса, лежить на підлозі під час пограбування банку в Чайнатауні. Поруч із ним лежить якийсь чоловік, який каже Луїзу, що він член клубу стрільців і що він зараз спробує чинити спротив грабіжникам. Луїз каже що це погана ідея, але той відповідає що світ побудований на поганих ідеях. Через деякий час цей чоловік раптом підіймається, починає стріляти і вбиває одного з грабіжників, але його самого вбивають інші грабіжники. Далі відбувається вибух. Грабіжники підірвали двері сейфу. Вони забирають з сейфу гроші і вибігають з банку. Коли все закінчилось, поліцейський опитує Луїса, але він не може пригадати нічого конкретного. Після цього Луїс починає іти пішки до будинку Тоні Прінса. По дорозі Луїс дзвонить Тоні, каже що банк пограбували і що він йде до нього додому. Луїс проходить повз машину, в якій сидять Ніко Беллик і брати МакРірі, трохи пізніше мимо нього проїжджає Джонні Клебіц на байку. Коли Луїс заходить в квартиру Тоні, той починає жалітися на те, що люди стали рідше відвідувати клуби. Раптом в квартиру заходять двоє чоловіків. Тоні каже Луїсу, що це Вінс і Рокко з мафіозної родини Анчелотті. Вони кажуть, що вони прийшли щоб Тоні повернув їм борг. Рокко бачить на полиці гроші, забирає їх і разом з Вінсом йде геть. Тоні каже що ці гроші були зарплатою. Тоні просить Луїса відвезти його до гей-клубу "Геркулес". Луїс із Тоні сідають в машину і Луїс відвозить Тоні до клубу. Коли вони приїжджають, Тоні кличе до себе охоронця Троя і каже йому, що скоро в клуб прийде особливий клієнт, який не хоче щоб хтось дізнався що він тут був. Після цього Луїс відвозить Тоні в нічний клуб "Мезонет 9". Коли вони заходять в клуб, Тоні іде в свій кабінет, а Луїс розважається в клубі. Після цього Луїс виходить із клубу і бачить, що охоронець Дессі намагається не впустити двох друзів Луїса, яких звуть Армандо Торрес і Енріке Бардас. Коли вони бачать Луїса, вони кличуть його. Луїс підходить і вони жаліються йому, що охоронець не захотів їх впустити. Луїс відповідає, що в такому одязі не можна зайти в клуб. Луїс питає в Тоні, який проходив повз, що він думає про їх одяг, і той відповідає, що навіть його би в такому одязі не впустили. Армандо і Енріке вирішують поїхати додому і Луїс відвозить їх додому в Нортвуд, після чого їде вже до себе додому в Норс-Холланд. Примітка: Ця місія перетинається із місією "Three Leaf Clover" з гри Grand Theft Auto IV.                                                     |                                                 |               |            |
| "Practice Swing" (укр. Практичні коливання) | вулиця Фельдспар, Маленька Італія, Алгонквін    | Тоні Прінс    | $1,500     |
| Луїс приїжджає додому до Тоні. Тоні в паніці. Він каже що в нього величезні проблеми зі злочинною родиною Анчелотті, а конкретно із її членом Рокко Пелосі. Тому їм треба робити все, що скаже Рокко. Рокко сказав їм приїхати на поле для гольфу в Міт-Квотер. Луїс із Тоні сідають в машину і їдуть туди. Коли вони заходять на поле, вони бачать Рокко, який намагається попасти м'ячем по представнику профспілки, який прив'язаний до машинки для гольфу, щоб вибити з нього якусь інформацію, але Рокко весь час не влучає. Рокко віддає клюшку Луїсу, а сам сідає за кермо машинки для гольфу. Луїс попадає м'ячем по представнику профспілки декілька раз і той зізнається, що саме родина Мессіна створює проблеми. Одразу після цього приїжджають декілька машин із членами родини Мессіна. які відкривають вогонь по Рокко і Луїсу. Луїс вбиває їх всіх, після чого сідає в машинку для гольфу разом з Тоні. Рокко в одній машинці і Луїс з Тоні в їншій починають втікати. Тим часом приїхали ще члени родини Мессіна і почали переслідувати Рокко, Луїса і Тоні, але їм врешті вдалось втекти. |                                                 |               |            |
| "Chinese Takeout" (укр. Китайська перестрілка) | проспект Галвестон, Вестмінстер, Алгонквін      | Тоні Прінс    | $1,000     |
| Луїс заходить в кабінет до Тоні в клубі "Мезонет 9". Тоні якраз розмовляє по телефону з Морі, якому винен гроші, і каже йому, що зробить для нього все що завгодно. Коли Тоні завершує розмову, він каже Луїсу, що треба зробити одну справу, після чого він із Луїсом виходять із кабінету і йдуть до виходу. По дорозі вони зустрічають будівельного магната Юсуфа Аміра, який якраз розважається в клубі. Тоні знайомить Луїса і Юсуфа один з одним. Юсуф нагадує Тоні, що готовий купити його клуб. Луїс із Тоні виходять на вулицю, сідають в автомобіль і Тоні каже Луїсу їхати в "Дрегон Харт Плаза" в Чайнатауні. Луїс починає їхати туди і Тоні по дорозі пояснює йому, що це чергова послуга для Рокко. Тоні дає Луїсу автомат на всякий випадок. Тим часом Біллі Грей розмовляє із членом тріад і просить його підставити Джонні. Член тріад відмовляється і каже Біллі "що в нього дивні уявлення про братство". Тоні із Луїсом заходять в кімнату до члена тріад, стикнувшись із Біллі Греєм в коридорі. Член тріад просить Тоні і Луїса допомогти йому розв'язати проблеми із ліцензіями, на що Луїс відповідає що вони не адвокати і в них самих повно проблем із своїм клубом. Луїс каже Тоні що треба іти, але член тріад дістає пістолет, направляє його на Тоні і Луїса та каже, що вони нікуди не підуть. Луїс вибиває пістолет з рук члена тріад і вирубає його ударом в голову, але той встиг вистрілити в стелю і це почули інші члени тріад. Луїс дістає автомат і починає разом із Тоні пробиратися до виходу, перестрілюючись з членами тріад. Коли Луїс із Тоні нарешті добираються до виходу, вони сідають в машину і Луїс відвозить Тоні додому. Примітка: Ця місія перетинається із місією "This Shit's Cursed" з гри Grand Theft Auto IV: The Lost and Damned. |                                                 |               |            |
| "Bang Bang" (укр. Бах-Бах) | вулиця Фельдспар, Маленька Італія, Алгонквін    | Тоні Прінс    | -          |
| Луїс приходить в квартиру до Тоні. Всередині він бачить хлопця Тоні на ім'я Еван Мосс. Луїс намагається спитати в нього де Тоні, але Еван ухиляється від відповіді. Врешті Еван зізнається, що Тоні в спальні. Луїс заходить в спальну і бачить, що Тоні лежить на підлозі і знаходиться під дією таблеток. Луїс піднімає його, веде до вмивальника і вмиває його. Тоні отямлюється. Луїс каже Тоні, що в них є незакінчена справа і їм треба йти. Еван питає чи вони залишать його самого, але у відповідь Луїс розбиває Евану носа. Тоні каже, що для їхньої справи їм знадобиться вибухівка. Луїс питає навіщо їм вибухівка і Тоні відповідає, що Рокко просив за її допомогою позбутися трьох працівників транспортного агентства міста: один працює на будівництві, один їде на метро і один скоро вилетить з аеропорту на літаку. Луїс намагається відмовити Тоні це робити, але безрезультатно. Тоні із валізою йде до виходу і Луїсу доводиться ударом вирубити Тоні щоб зупинити його. Після цього Луїс сам бере валізу з вибухівкою і йде виконувати доручення Рокко. Спершу Луїс їде на будівництво в Траянгл, кидає липкі бомби на кран, від'їжджає на безпечну відстань і підриває кран. Далі Луїс їде до місця в Норс-Холланд де колія метро переходить в тунель. Луїс кидає на потяг липкі бомби і підриває його. Після цього Луїс їде в аеропорт Френсіс-Інтернешнл, підриває там літак і відривається від переслідування поліції. |                                                 |               |            |
| "Blog This!..." (укр. Запиши це в блог!) | проспект Галвестон, Вестмінстер, Алгонквін      | Тоні Прінс    | $2,000     |
| Луїс під'їжджає до клубу "Геркулес" і вітається з охоронцем клубу Троєм. Той знов намагається вмовити Луїса перевести його на іншу роботу, бо ця йому не подобається, але Луїс відповідає, що іншої роботи немає. Після цього до клубу на машині під'їжджає Тоні. Разом з Тоні приїхала Грейсі Анчелотті. Тоні просить відвезти їх до будинку Грейсі в Ектері. Луїс сідає за кермо і везе їх. По дорозі Луїс питає чи в них нема справ поважливіше і Тоні відповідає, що один популярний блогер Селебінейтор критикує їх клуб "Мезонет 9". Луїс висаджує Тоні і Грейсі біля будинку Грейсі та їде в інтернет-кафе. Там Луїс заходить в блог Селебінейтора і залишає там коментар. Через значний час Луїсу на мобільний телефон дзвонить Тоні і каже, що його вдалося організувати зустріч із Селебінейтором. Тоні каже Луїсу приїздити на гелікоптерний майданчик у Вестмінстері. Луїс приїжджає туди і сідає за кермо гелікоптера, в якому вже сидять Тоні і Селебінейтор. Луїс летить до острова Щастя і підіймає гелікоптер на значну висоту. Після цього Тоні бере на себе керування, а Луїс б'є Селебінейтора і викидає його з гелікоптера, після чого стрибає за ним, ловить його і вони приземляються із парашутом. Селебінейтор настільки перелякався що обіцяє більше ніколи в житті не користуватись інтернетом. |                                                 |               |            |
| "Boulevard Baby" (укр. Бульварна дівчина) | проспект Галвестон, Вестмінстер, Алгонквін      | Тоні Прінс    | $3,000     |
| Луїс приїжджає в клуб "Мезонет 9" і розважається там, після чого заходить в кабінет до Тоні. Тоні каже, що Рокко доручив їм ще одну справу. Тоні із Луїсом виходять із кабінету і направляються до виходу. По дорозі Тоні бачить впливового члена російської мафії Рея Булгаріна, вітається з ним і знайомить Луїса з ним. Після цього Луїс із Тоні сідають в машину і їдуть до клубу "Багама Мамас" в Пургаторі. По дорозі Тоні каже, що Рокко попросив спокусити дівчину власника клубу "Багама Мамас" Віка Манзано. Цю дівчину звуть Моніка. Коли вони під'їжджають до клубу, Луїс виходить, а Тоні їде геть. Луїс заходить в клуб, знаходить Моніку і починає танцювати з нею. Після танцю Луїс із Монікою йдуть в службове приміщення і займаються там сексом. Несподівано Вік Манзано, який повинен був бути в Лас-Вентурасі, повертається до клубу, заходить в службове приміщення і бачить як Моніка і Луїс займаються сексом. Вік називає Моніку шльондрою і б'є її. Луїс каже, що негарно бити дівчат. Він дістає пістолет і направляє його на Луїса. Луїс теж дістає пістолет і вбиває Віка. Охоронці почули вистріли. Луїсу доводиться вибиратися із клубу перестрілюючись з охоронцями, а тим часом перелякані відвідувачі втікають з клубу. Врешті Луїс пробирається до виходу та втікає з міста події. |                                                 |               |            |
| "Frosting on the Cake" (укр. Глазур на торті) | вулиця Фельдспар, Маленька Італія, Алгонквін    | Тоні Прінс    | -          |
| Луїс заходить в квартиру Тоні і бачить як Еван Мосс, Грейсі Анчелотті, Рокко Пелосі і ще якась дівчина вживають наркотики. Луїс питає де Тоні, і йому відповідають, що лежить поруч. Він приймав наркотики разом з усіма, але протримався недовго. Луїс питає в Тоні навіщо той просив його приїхати, але Тоні не пам'ятає. Рокко нагадує йому, що вони мають купити діаманти. Луїс, Тоні і Еван сідають по машинам і їдуть в порт в Іст-Хук де вони мають купити діаманти. Коли вони приїжджають, вони зустрічаються з кухарем, який показує їм діаманти. Луїс віддає йому гроші, а він віддає діаманти Евану. Раптом Луїс бачить Джонні Клебіца і інших байкерів, які намагаються непомітно підкрастися до них. Луїс із Тоні сідають в лімузин і втікають. Еван сідає в інший лімузин. Лімузин, в якому сидять Луїс і Тоні, переслідують байкери. Луїс вбиває їх всіх за допомогою липких бомб, після чого лімузин Луїса і Тоні починає переслідувати поліція. Луїс знищує поліцейський бронетранспортер і гелікоптер липкими бомбами. Раптом поліція стріляє в водія лімузина і вбиває його. Луїс сідає за кермо і відривається від поліції. Після цього Луїс відвозить Тоні до клубу "Геркулес". По дорозі Тоні дізнається що Евана вбили байкери і забрали в нього діаманти. Примітка: Ця місія перетинається із місією "Diamonds in the Rough" з гри Grand Theft Auto IV: The Lost and Damned. |                                                 |               |            |
| "Momma's Boy" (укр. Мамин синок) | проспект Франкфурт, Нортвуд, Алгонквін          | Адріана Лопес | $1,000     |
| Луїс приходить додому до своєї матері Адріани Лопес. В неї вдома знаходиться якийсь чоловік. Матір Луїса каже, що це містер Сантос, якому вона винна гроші. Між Луїсом і Сантосом відбувається словесна суперечка, після чого Сантос каже, що Луїс може допомогти їй виплатити її борг. Луїс погоджується і вони йдуть у підпільний бійцівський клуб через дорогу. Сантос робить ставку на одного з учасників і каже Луїсу, що він повинен програти в раунді з цим учасником. Луїс вступає у бій, перемагає в перших двох раундах, а в третьому раунді змагається з людиною, на яку поставив Сантос. Луїс має зробити вибір: він може піддатися йому, а може перемогти. Якщо Луїс піддається, то після бою Сантос каже йому, що той зробив правильно, на що Луїс попереджає Сантоса триматися подалі від його матері. Якщо Луїс перемагає, то після бою Сантос починає погрожувати, що спалить будинок матері Луїса, після чого нападає на Луїса з ножем і Луїс вбиває його. |                                                 |               |            |
| "Corner Kids" (укр. Хлопці на розі) | проспект Франкфурт, Нортвуд, Алгонквін          | Адріана Лопес | $5,000     |
| Луїс йде по вулиці і випадково бачить як його друзі Армандо і Енріке торгують наркотиками. Луїс підходить до них і починає сварити за те, що вони торгують наркотиками надто помітно. У відповідь вони починають звинувачувати Луїса в тому, що він втік від них. Луїс каже, що міг би знайти для них роботу, але вони відмовляються кажучи, що не хочуть бути на побігеньках в старого гея. Армандо і Енріке кажуть, що в них намічається вигідна справа. Луїс реагує на це скептично, але все ж сідає з ними в машину і вони їдуть в Іст-Хук. По дорозі Армандо і Енріке пояснюють Луїсу, що вони їдуть на зустріч із наркоторговцем на ім'я Паппі і про всяк випадок дають Луїсу дробовик і гранати. Коли вони приїжджають і зустрічаються з Паппі, їх оточує поліція. Паппі втікає, а Луїс разом з Армандо і Енріке вступають в перестрілку із поліцією. Вони прориваються до машини, але коли вони збираються сісти в неї, до них підлітає поліцейський гелікоптер і починає стріляти по ним. Луїс дістає зі спецназівського фургону гранатомет і збиває гелікоптер. Після цього Луїз, Армандо і Енріке сідають в машину і Луїс відвозить їх додому в Нортвуд. По дорозі Луїс пропонує їм не купувати і продавати наркотики, а красти їх, бо так вигідніше. |                                                 |               |            |
| "Clocking Off" (укр. У вільний час) | проспект Франкфурт, Нортвуд, Алгонквін          | Адріана Лопес | $1,000     |
| Луїс приходить додому до своєї матері. Там вона годує Армандо і Енріке. Луїс каже їм, що треба займатися справою. Армандо і Енріке ставлять тарілки з їжею, виходять на вулицю і сідають в машину разом із Луїсом. Луїс відвозить їх до пристані в Фортсайді. Там люди перевантажують наркотики з човнів в машину Армандо і Енріке, а самі Армандо і Енріке разом з Луїсом спостерігають за цим. Раптом на них хтось нападає. Луїс, Армандо і Енріке відстрілюються від нападників, сідають в машину, в яку вже завантажені наркотики і Луїс відвозить цю машину в гараж в Нотвуді. |                                                 |               |            |
| "Sexy Time" (укр. Приємний час) | проспект Коламбус, Міддл-Парк-Іст, Алгонквін    | Юсуф Амір     | $10,000    |
| Луїс приходить в апартаменти до Юсуфа Аміра. Той просить Луїса викрасти бойовий гелікоптер, який стоїть на яхті торговців зброєю. Луїс їде до причалу в Касл-Гарден-Сіті, сідає в човен і пливе до яхти, яка стоїть на якорі трохи південніше Олдерні. Там Луїс вбиває торговців зброєю і їх охоронців та викрадає гелікоптер. Коли Луїс піднімається в повітря, він дзвонить Юсуфу і той каже Луїсу, що ці торговці зброєю повні покидьки, тому їх треба знищити. Луїс знищує яхту використовуючи ракети або кулемет встановлені в гелікоптері, після чого знищує всі човни охоронців. Луїс дзвонить Юсуфу і повідомляє про це. Юсуф просить посадити гелікоптер на даху хмарочоса в Фішмаркет-Саус, де його забере помічник Юсуфа на ім'я Ахмед. Луїс садить там гелікоптер і передає його Ахмеду. |                                                 |               |            |
| "High Dive" (укр. Високе занурення) | проспект Коламбус, Міддл-Парк-Іст, Алгонквін    | Юсуф Амір     | $15,000    |
| Луїс знову приходить в апартаменти до Юсуфа. Він розмовляє по мобільному телефону з діловим партнером, а після цього із батьком. Із розмови стає зрозуміло, що Юсуф дуже залежить від свого батька. Коли Юсуф завершує розмову, він каже Луїсу, що в нього є справа в хмарочосі Роттердам-Тауєр. Вони сідають в золотий лімузин і Луїс везе Юсуфа до хмарочоса. По дорозі Юсуф дає Луїсу дробовик із розривними кулями. Коли вони приїжджають, Юсуф просить Луїса зустрітися із його партнерами Тагіром і Ахмедом замість нього. Луїс підіймається на дах будівлі і зустрічається з ними. Але Тагір і Ахмед ведуть себе дуже підозріло. Тагір нервуючи оговорюється, що вони щось затіяли. Луїс хапає Тагіра за горлянку і вимагає розповісти що вони затіяли, а Ахмед тим часом починає втікати. Луїс, не отримавши відповіді від Тагіра, скидує його з будівлі і женеться за Ахметом. Раптом з'являється поліцейський спецназ і Луїсу доводиться вступити з ним в перестрілку. Луїс здогадується, що Тагір і Ахмет готували засідку для Юсуфа. Ахмет починає лізти по драбині на вершину шпиля хмарочоса. Луїс лізе за ним. Коли вони обоє вилазять на саму вершину, Луїс забирає в Ахмеда парашут, скидає Ахмета вниз і стрибає із парашутом. |                                                 |               |            |
| "Caught with your Pants Down" (укр. Спійманий зі спущеними штанами) | проспект Коламбус, Міддл-Парк-Іст, Алгонквін    | Юсуф Амір     | $10,000    |
| Луїс приходить до Юсуфа і бачить, що він танцює під музику без штанів, поки найнята ним повія сидить на дивані і нудьгує. Юсуф просить Луїса вкрасти для нього поліцейський бронетранспортер. Луїс дивується навіщо Юсуфу бронетранспортер, але все ж таки погоджується. Раптом до апартаментів заходить батько Юсуфа і бачить свого сина без штанів. Юсуф намагається виправдовуватись, але безрезультатно. Юсуф намагається збрехати батьку що Луїс та повія це технічний спеціаліст містер Льюіс і його дружина, після чого виганяє їх. Коли Луїс виходить на вулицю, йому дзвонить Юсуф, пошепки просить приїздити до Стар-Джанкшн і каже що йому можливо вдасця втікти від батька. Коли Луїс приїжджає на Стар-Джанкшн, з'являється Юсуф на гелікоптері і садить його прям посеред вулиці. Луїс сідає за кермо гелікоптера і летить на зустріч гелікоптеру-крану, який якраз транспортує бронетранспортер. Коли Луїс підлітає до гелікоптера-крана, Юсуф сідає за кермо і дає Луїсу снайперську гвинтівку. Луїс стріляє із снайперської гвинтівки по місцям, де троси прикріплені до бронетранспортера і таким чином від'єднує його. Бронетранспортер падає. Луїс стрибає із парашутом, приземляється біля бронетранспортера і сідає в нього. Луїс дзвонить Юсуфу і повідомляє йому, що він вже в бронетранспортері, але його сильно переслідує поліція. Юсуф радить йому стріляти по поліцейським автомобілям із бронетранспортера щоб вони відступили. Луїс так і робить і поліція дійсно залишає Луїса у спокої. Після цього Луїс відвозить бронетранспортер на будівництво в Касл-Гарденс. |                                                 |               |            |
| "Kibbutz Number One" (укр. Кібуц номер один) | проспект Моханет, Боабо, Брокер                 | Морі Кібуц    | $500       |
| Перед місією Луїсу на мобільний телефон дзвонить Тоні і каже, що він винен гроші Морі Кібуцу, тому Луїсу доведеться попрацювати на нього. Луїс приїжджає до Морі і розмовляє з ним. До кімнати заходить молодший брат Морі на ім'я Брусі. Морі починає кепкувати з нього. Після цього Морі із Луїсом сідають в машину і їдуть до причалу в Чейз-Поінт. Морі із Луїсом підходять до наркоторговців, які якраз розвантажують наркотики. коли наркоторговці бачать Морі, вони кажуть йому що більше з ним не працюватимуть, бо він їх вже один раз обманув. Морі каже, щоб вони віддали йому товар. Починається перестрілка. Морі із Луїсом вбивають наркоторговців, після чого сідають в човен і починають переслідувати наркоторговців, які намагаються втекти на човнах. Морі дає Луїсу липкі бомби, за допомогою яких Луїс знищує всі човни наркоторговців. Після цього Луїс відвозить Морі до причалу в Фішмаркет-Саус. |                                                 |               |            |
| "This Ain't Checkers" (укр. Це не шашки) | проспект Моханет, Боабо, Брокер                 | Морі Кібуц    | $1,000     |
| Луїс знову приходить до Морі. Там Морі грає в шахи з Брусі і через декілька секунд після того, як Луїс заходить, Морі ставить Брусі мат. Морі бачить Луїса, вітається з ним і виходить з ним на вулицю, а Брусі тим часом починає плакати. Луїс із Морі сідають в машину і Морі каже Луїсу їхати на гелікоптерний майданчик у Фішмаркет-Саус. По дорозі Морі каже Луїсу, що вони обидва братимуть участь в перегонах. Якщо Морі виграє, то Луїс буде працювати на нього постійно. Якщо виграє Луїс, то він повинен буде зробити ще одну справу для Морі і після цього Морі відпустить Луїса та спише борг Тоні. Вони приїжджають до гелікоптерного майданчика, і сідають в гелікоптер. Гелікоптер підіймається на значну висоту. Луїс, Морі і два інших учасники стрибають з парашутами, приземляються у воду біля острова Щастя, сідають в човни і їдуть до берега в Лефтвуді, де пересідають на автомобілі. На автомобілях учасники їдуть до фінішу на вулиці Кварц в Міддл-Парк. Луїс приїжджає на фініш першим. |                                                 |               |            |
| "No. 3" (укр. Номер три) | проспект Моханет, Боабо, Брокер                 | Морі Кібуц    | $1,500     |
| Луїс приходить до Морі і бачить як він змушує свого молодшого брата Брусі віджиматися. Луїс каже Морі, що той має бути м'якіше зі своїм братом. Морі каже що треба трошки розважитись. Луїс, Морі і Брусі сідають в машину і їдуть до гаражу в Норс-Холланд. Там всі троє сідають по машинах і починають їхати. Їх починає переслідувати поліція і Морі каже, що це він викликав поліцію щоб було цікавіше. Всі троє їздять по північній частині Алгонквіна втікаючи від поліції. Згодом вони заїжджають на набережну на східному узбережжі Алгонквіна і їдуть по ній. Врешті всі троє заїжджають на трампліни і застрибають із них на баржу, після чого виходять з машин, стрибають за борт і випливають на берег. Луїс тепер вже не має працювати на Морі, тому висказує йому все що про нього думає. Морі починає ображати свого брата, і той не витримавши б'є Морі в обличчя. |                                                 |               |            |
| "Going Deep" (укр. Спускаючись на глибину) | проспект Стіллвотер, Мідоу-Хіллс, Дюкс          | Рей Булгарін  | $2,000     |
| Перед місією Луїсу на мобільний телефон дзвонить Рей Булгарін і каже, що в нього виникли деякі проблеми і що йому порадили звернутись до Луїса. Булгарін пропонує Луїсу попрацювати на нього. Луїс приїжджає додому до Булгаріна. Булгарін каже, що він хотів купити хокейну команду в бізнесмена Маркі Ашвіллі, але той відмовився і вирішив натравити на нього правоохоронців. Правоохоронці слідкують за машиною Булгаріна і планують підкинути туди докази. Булгарін планує влаштувати засідку. Луїс, Булгарін і його помічник Тімур сідають в машину і їдуть на підземну парковку в Ланкастері. Там вони виходять із машини, заміновують її, ховаються і чекають на прибуття правоохоронців. Через деякий час правоохоронці приїжджають. Коли вони підходять до машини Булгаріна, Луїс підриває її, після чого Луїс, Булгарін та Тімур вбивають всіх правоохоронців, яких не вбило вибухом. Після цього прибувають ще правоохоронці і Луїс разом з Булгаріном та Тімуром вбивають їх. Далі вони троє сідають в машину, відриваються від переслідування поліції і Луїс відвозить Булгаріна додому. |                                                 |               |            |
| "Dropping In" (укр. Падаючи всередину) | проспект Стіллвотер, Мідоу-Хіллс, Дюкс          | Рей Булгарін  | -          |
| Луїс знов приходить до Булгаріна і бачить як Тімур грає на гітарі, а Булгарін танцює під звуки гітари. Булгарін просить Луїса вбити Маркі Ашвіллі, який не хоче продавати йому хокейний клуб. Луїс спочатку не погоджується, але Булгарін наполягає на тому, щоб Луїс це зробив. Луїс виходить із будинку і сідає в машину. До машини підбігає Тімур і каже, що Булгарін наказав йому прослідкувати за Луїсом. Вони їдуть на гелікоптерний майданчик у Фішмаркет-Саус. Там вони сідають в гелікоптер і підіймаються на значну висоту. Тімур каже Луїсу, що він має стрибнути із парашутом і приземлитися на дах будівлі MeTV, де перебуває Ашвіллі. Їх не пустять через головний вхід, а приземлитися на гелкоптері надто помітно. Луїс передає керування гелікоптером Тімуру, стрибає із парашутом і приземляється на дах будівлі, але його всеодно помітили. До Луїса посилають озброєну охорону. Луїс перестрілюючись із охороною пробирається до кабінету Ашвіллі, скидує його із вікна і стрибає сам із парашутом. Луїс приземляється на вантажівку, за кермом якої знаходиться Тімур, сідає в неї і Тімур відвозить Луїса в Ланцет. |                                                 |               |            |
| "In the Crosshairs" (укр. В прицілі) | проспект Стіллвотер, Мідоу-Хіллс, Дюкс          | Рей Булгарін  | $6,000     |
| Луїс приходить до Булгаріна. Той каже, що знає що діаманти в Тоні і просить продати їх. Луїс каже, що йому треба спитату дозволу в Тоні. Булгарін просить Луїса поїхати в Маленьку Італію допомогти Тімуру. Луїс їде туди і підіймається на дах будівлі. Луїс дзвонить Булгаріну і каже, що він вже на місці. Булгарін каже Луїсу підійти до коробки, яка лежить в декількох метрах від нього. Луїс підходить до цієї коробки, відкриває її і бачить там голову кухаря, в якого Луїс із Тоні купили діаманти. Булгарін каже, що цей кухар вкрав в нього діаманти, тому він його вбив, і тепер Булгарін збирається вбити Луїса і Тоні. Луїс кладе трубку і по ньому одразу починають стріляти. Луїс бачить, що по ньому стріляють снайпери. Луїс вбиває їх, підбігає до дверей, але вони зачинені. Луїс просувається по дахах будівель перестрілюючись із людьми Булгаріна. Врешті Луїс вбиває їх всіх, спускається вниз по пожежній драбині і втікає з місця події. |                                                 |               |            |
| "For the Man Who Has Everything" (укр. Для чоловіка, який має все) | вулиця Юніон-Драйв-Іст, Калс-Гарденс, Алгонквін | Юсуф Амір     | $25,000    |
| Перед місією Луїсу дзвонить Юсуф і просить його приїхати до нього на будівництво в Касл-Гарденс. Луїс приїжджає на будівництво, зустрічає там Юсуфа і той починає вихвалятися своєю новою будівлею. Після цього Луїс із Юсуфом сідають в машину і Юсуф каже Луїсу їхати до з'їзду з Алгонквінського мосту в Брокері. Луїс їде туди і по дорозі Юсуф каже йому, що хоче вкрасти вагон метро. Вони приїжджають і зупиняються на мосту прямо над колією метро. Луїс виходить і починає чекати на потяг. Коли він проїжджає під мостом, Луїс стрибає на дах потяга. Тепер Луїсу треба просуватися до головного вагона. Починають прилітати поліцейські гелікоптери і Луїсу по дорозі доводиться збивати їх. Коли Луїс нарешті добирається до головного вагона, він від'єднує його. Підлітає Юсуф на гелікоптері-крані і підіймає вагон. Юсуф знижується над Мідоуз-Парком, Луїс зістрибує на землю, а Юсуф летить далі. |                                                 |               |            |
| "Not So Fast" (укр. Не так швидко) | проспект Галвестон, Вестмінстер, Алгонквін      | Тоні Прінс    | $3,000     |
| Луїс приїжджає в клуб "Геркулес". На вході охоронець Трой розповідає Луїсу, що про нього будуть знімати телепрограму. Луїс заходить всередину, знаходить Тоні і той каже Луїсу, що до нього дійшли чутки, що викрадені в них діаманти скоро будуть продавати в музеї Лібертоніан. Тоні просить Луїса вирушити туди і забрати діаманти назад. Луїс виходить на вулицю, дзвонить Юсуфу Аміру і просить його позичити його бойовий гелікоптер. Юсуф погоджується. Луїс іде до гелікоптерного майданчика у Вестмінстері, де стоїть позолочений бойовий гелікоптер Юсуфа. Луїс сідає в нього, летить до музея Лібертоніан в Міддл-Парк і сідає на його дах. Луїс по будівельним риштуванням спускається до одного з вікон музею і спостерігає звідти за євреями, які купують діаманти, та Ніко Белликом і Джонні Клебіцем, які їх продають. Спочатку євреї показують гроші, після цього Ніко показує їм діаманти. Як тільки Ніко передав діаманти єврею Морі, Луїс вбиває охоронців Морі. Джонні хапає гроші і втікає, а Морі, який тримає діаманти, намагається сховатися. Луїс спускається донизу, знаходить і вирубає Морі, забирає в нього діаманти, підіймається назад на дах, сідає в гелікоптер і злітає. Луїса починають переслідувати поліцейські гелікоптери, але Луїс збиває їх. Луїс приземляється на гелікоптерному майданчику у Вестмінстері, де на нього вже чекає Тоні. Луїс віддає Тоні діаманти. Примітка: Ця місія перетинається із місією "Museum Piece" з гри Grand Theft Auto IV та з місією "Collector's Item" з гри Grand Theft Auto IV: The Lost and Damned. |                                                 |               |            |
| "Ladies' Night" (укр. Жіноча ніч) | вулиця Фельдспар, Маленька Італія, Алгонквін    | Тоні Прінс    | -          |
| Луїс приїжджає додому до Тоні. Тоні у відчаї. Він каже що хтось викрав Грейсі Анчелотті. Тоні через свою знервованість починає суперечку із Луїсом, після чого приставляє пістолет до свої голови, стріляє, але пістолет виявляється незарядженим. Луїс вибиває пістолет із рук Тоні і каже, що вони мають відшукати Грейсі. Луїс із Тоні сідають в машину і їдуть до гелікоптерного майданчика в Олдерні-Сіті. Тоні по дорозі пояснює Луїсу, що скоріш за все банда ірландців з Дюксу причетна до викрадення, тому вони прослідкують за ними. Також Тоні каже, що дон Анчелотті обіцяв вбити Тоні і Луїса, якщо вони не визволять Грейсі. Луїс із Тоні приїжджають до гелікоптерного майданчика, сідають в гелікоптер, який належить Анчелотті, і летять до дому ірландця в Мідоуз-Парку. Там вони бачать Паккі МакРірі, який сідає в машину і їде кудись. Луїс і Тоні слідкують за ним на гелікоптері. Паккі намагається заплутати сліди, але йому це не вдається. Врешті Паккі під'їжджає до будинку на проспекті Сакраменто в Лефтвуді, виходить з машини і заходить в цю будівлю. Луїс і Тоні вважають що Грейсі саме в цій будівлі. Луїс летить назад до гелікоптерного майданчика в Олдерні-Сіті і садить там гелікоптер. |                                                 |               |            |
| "Ladies Half Price" (укр. Дівчина за пів ціни) | проспект Галвестон, Вестмінстер, Алгонквін      | Тоні Прінс    | $5,000     |
| Луїс підходить до клубу "Мезонет 9". Біля входу Роман Беллик і Брусі Кібуц намагаються потрапити всередину, але Дессі не впускає їх. Брусі бачить Луїса і просить дозволити їм увійти. Луїс дозволяє. Всередині клубу Луїс розмовляє із Брусі. До Луїса підходить Тоні і каже що їм треба терміново їхати. Луїс із Тоні сідають в машину і їдуть до причалу в Фішмаркет-Саус. По дорозі Тоні пояснює Луїсу, що вони викуплять Грейсі Анчелотті у викрадачів за діаманти. Луїс із Тоні приїжджають на причал, пересідають у човен і пливуть до острова Чардж. Там вони зустрічають Паккі МакРірі і Ніко Беллика, які тримають Грейсі. Луїс кладе діаманти посередині між собою і Тоні та Ніко і Паккі. Паккі відпускає Грейсі і вона йде до Тоні. Луїс, Тоні і Грейсі відходять в сторону. Тоні знімає пов'язку з рота Грейсі та розв'язує їй руки. Грейсі починає вимагати в Луїса щоб він пішов і вбив викрадачів, але Луїс вважає що треба втікати звідти. Раптом з'являється член російської мафії і наставляє на Луїса автомат. Луїс моментально дістає пістолет і вбиває його. Підбігає ще один і Луїс вбиває і його. Підбігає ще й наступний, Луїс стріляє по ньому, але не влучає. Луїс, Тоні і Грейсі сідають в човен. Член російської мафії стрибає і чіпляється руками за човен. Луїс скидає його і пливе до причалу в Фішмаркет-Саус. По дорозі Грейсі продовжує вимагати щоб Луїс вбив викрадачів і Луїс вирубає її ударом щоб вона замовчала. Коли Луїс підпливає до причалу, він сходить на берег, а Тоні везе Грейсі далі. Примітка: Ця місія перетинається із місією "Diamonds Are a Girl's Best Friend" з гри Grand Theft Auto IV. |                                                 |               |            |
| "Party's Over" (укр. Вечірку закінчено) | Міддл-Парк, Алгонквін                           | Рокко Пелосі  | $5,000     |
| Перед місією Луїсу на мобільний телефон дзвонить Рокко і каже, що Булгарін вважає що це він із Тоні вкрали в нього діаманти, а дон Анчелотті вважає, що Грейсі викрали через те, що вони вкрали діаманти, тому вони обидва хочуть вбити Луїса і Тоні. Рокко просить Луїса приїхати до нього в Міддл-Парк. Луїс приїжджає туди та зустрічається з Рокко і Вінсом в туалеті парку. Рокко каже, що Булгарін та Анчеллоті жадають крові або Луїса, або Тоні, тому Луїс має вбити Тоні. Луїс не погоджується, але Рокко каже йому, що в нього не має вибору: або буде вбитий тільки Тоні, або вони обидва. Луїс їде до клубу "Мезонет 9". Там вже знаходяться Рокко, Вінс та Тоні. Вони сидять на дивані, а Вінс направив на Тоні пістолет. Луїс підходить до них. Рокко дає Луїсу пістолет, Луїс направляє його на Тоні і каже, що йому дуже не хочеться цього робити, але він має вбити Тоні. Раптом Луїс переводить пістолет на Вінса і вбиває його. Рокко скаженіє від люті. Він каже, що скоро приїдуть люди Булгаріна і Анчелотті та порвуть їх на шматки. Луїс і Тоні відпускають Рокко. Згодом приїжджає величезна кількість членів російської мафії та клану Анчелотті. Луїс вбиває їх всіх. Після цього Луїсу дзвонить Дессі і каже, що до клубу під'їхало ще більше членів мафії. Луїс виходить на вулицю і вбиває їх всіх. Після цього Тоні каже Луїсу, що збирається покинути країну, і йде геть. |                                                 |               |            |
| "Departure Time" (укр. Час відправлення) | вулиця Фельдспар, Маленька Італія, Алгонквін    | Тоні Прінс    | $10,000    |
| Луїс приходить додому до Тоні і бачить що той пакує валізу. Луїс намагається поговорити з Тоні, але той все ще ображений на Луїса за те, що той збирався його вбити, тому між ними відбувається невеличка сварка. Луїс каже, що вони повинні вбити Булгаріна, або він вб'є їх обох. Луїс і Тоні сідають в машину. Тоні каже Луїсу, що його інформатор повідомив, що Булгарін збирається продати героїн, вкрадений в Дмітрія Раскалова, в парку розваг в Файрфлай-Айленді. Луїс із Тоні їдуть туди. По дорозі Луїс каже Тоні щоб він чекав на нього в парку в Дюксі. Якщо Луїс не з'явиться, то Тоні повинен буде втекти з країни. Луїс вважає, що його шанси на виживання вкрай малі. Луїс із Тоні під'їжджають до парку розваг. Луїс виходить із машини, а Тоні їде в парк. Луїс підходить до фургона Булгаріна, в якому лежать наркотики, і знищує його, після чого перестрілюючись із людьми Булгаріна просувається до інших фургонів і знищує їх теж. Далі Луїс натикається на Тимура. Той каже, що Булгарін скоро покине місто на літаку, після чого втікає. Луїс біжить до мотоцикла, сідає на нього, та починає їхати до аеропорту. По дорозі йому дзвонить Юсуф Амір і питає як справи. Луїс відповідає, що за ним женуться члени російської мафії щоб вбити його. Коли Луїс виїжджає на автомагістраль Брокер-Дюкс, з'являється Юсуф на бойовому гелікоптері. До Луїса починають наближатися машини із членами російської мафії, але Юсуф знищує їх всіх ракетами, якими стріляє з гелікоптера. Луїс нарешті приїжджає до аеропорту Френсіс-Інтернешнл, заїжджає на взлітно-посадкову смугу і бачить літак Булгаріна, який починає злітати. Луїс наздоганяє літак і застрибає всередину. Всередині він вбиває всіх охоронців Булгаріна. Після цього із кабіни пілота виходить і сам Булгарін. Він тримає в руках гранату. Булгарін каже Луїсу, що якщо він вб'є його, літак вибухне і вб'є Луїса теж, але Луїс попри це вбиває Булгаріна. Граната випадає з його рук і вибухає, але Луїс встиг вистрибнути з парашутом. Луїс приземляється в Мідоуз-Парку неподалік від лавки, на якій сидить Тоні. Луїс біжить до Тоні і по дорозі збиває з ніг якогось безпритульного. Безпритульний падає на урну для сміття та перевертає її. Луїс допомагає йому піднятися і йде далі. Безпритульний бачить, що з урни випав якийсь мішочок. Він піднімає цей мішочок і бачить всередині діаманти. Тим часом Луїс сідає на лавку до Тоні і вони розмовляють. До них підходить Юсуф Амір, вітає їх всіх з перемогою над ворогами і пропонує Тоні купити в нього клуби. Всі троє йдуть з парку. |                                                 |               |            |